# Championnat du Pérou de football 1940
Navigation
Saison précédente Saison suivante
La saison 1940 du Championnat du Pérou de football est la douzième édition du championnat de première division au Pérou. Les huit clubs participants sont regroupés au sein d'une poule unique où ils s'affrontent deux fois au cours de la saison, à domicile et à l'extérieur. À la fin de la compétition, les deux derniers du classement disputent un mini-tournoi de promotion-relégation (Liguilla de promoción) avec les deux premiers du championnat de 2e division. Les deux premiers de cette Liguilla de promoción accèdent à l'élite, les deux derniers sont relégués.
C'est le Deportivo Municipal qui remporte la compétition après avoir terminé en tête du classement final du championnat, avec deux points d'avance sur un duo composé du tenant du titre, Universitario de Deportes et du promu, Alianza Lima. C'est le deuxième titre de champion du Pérou de l'histoire du club après celui obtenu en 1938.

## Les clubs participants
| - Alianza Lima - Promu de Segunda División - Ciclista Lima - Sport Boys - Sucre FC | - Universitario de Deportes - Atlético Chalaco - Deportivo Municipal - Sporting Tabaco |

## Compétition
Le barème utilisé pour établir le classement est le suivant :
- Victoire : 3 points
- Match nul : 2 points
- Défaite : 1 point
- Forfait ou abandon : 0 point

### Classement
| Rang | Équipe                        | Pts | J  | G | N | P | Bp | Bc | Diff |
| ---- | ----------------------------- | --- | -- | - | - | - | -- | -- | ---- |
| 1    | Deportivo Municipal           | 32  | 14 | 8 | 2 | 4 | 29 | 21 | +8   |
| 2    | Universitario de Deportes (T) | 30  | 14 | 6 | 4 | 4 | 29 | 19 | +10  |
| 3    | Alianza Lima (P)              | 30  | 14 | 6 | 4 | 4 | 23 | 14 | +9   |
| 4    | Sport Boys                    | 29  | 14 | 7 | 1 | 6 | 30 | 23 | +7   |
| 5    | Sporting Tabaco               | 27  | 14 | 5 | 3 | 6 | 25 | 23 | +2   |
| 6    | Atlético Chalaco              | 27  | 14 | 5 | 3 | 6 | 20 | 31 | -11  |
| 7    | Sucre FC                      | 26  | 14 | 6 | 0 | 8 | 22 | 27 | -5   |
| 8    | Ciclista Lima                 | 23  | 14 | 3 | 3 | 8 | 23 | 43 | -20  |

|  | Champion du Pérou 1940                                |
|  | Liguilla de promoción                                 |
|  | (T) : Tenant du titre (P) : Promu de Segunda División |

### Liguilla de promoción
Un mini-championnat est organisé entre les deux derniers au classement général du championnat et les deux premiers du championnat de 2e division. Les deux premiers de cette Liguilla de promoción accèdent à l'élite (ou se maintiennent suivant le cas).
| Rang | Équipe            | Pts | J | G | N | P | Bp | Bc | Diff |
| ---- | ----------------- | --- | - | - | - | - | -- | -- | ---- |
| 1    | Sucre FC          | 6   | 3 | 3 | 0 | 0 | 16 | 2  | +14  |
| 2    | Telmo Carbajo     | 3   | 3 | 1 | 1 | 1 | 5  | 9  | -4   |
| 3    | Santiago Barranco | 3   | 3 | 1 | 1 | 1 | 6  | 6  | 0    |
| 4    | Ciclista Lima     | 0   | 3 | 0 | 0 | 3 | 2  | 12 | -10  |

|  | Promu en championnat du Pérou 1941 |
|  | Relégation en Segunda División     |

#### Barrage de promotion-relégation
Le Telmo Carbajo et le Santiago Barranco, à égalité de points lors de la Liguilla de Promoción, disputent un barrage dont le vainqueur accède en D1.
| 14 avril 1941 | Telmo Carbajo | 3 - 2 | Santiago Barranco | Estadio Nacional, Lima |  |
|               |               |       |                   |                        |  |

## Bilan de la saison
| Championnat du Pérou de football 1940 |                                |
| Champion                              | Deportivo Municipal (2e titre) |
| Promotions et relégations             |                                |
| Promus en Primera División            | Telmo Carbajo                  |
| Relégués en Segunda División          | Ciclista Lima                  |